# GEDOK NiedersachsenHannover
GEDOK NiedersachsenHannover ist die in Niedersachsen tätige Regionalgruppe des ursprünglich 1926 von Ida Dehmel in Hamburg als Gemeinschaft Deutscher und Oesterreichischer Künstlerinnenvereine aller Kunstgattungen (GEDOK) gegründeten Verbandes. Während der als eingetragener Verein organisierte Verband der Gemeinschaft der Künstlerinnen und Kunstförderer heute mit rund 2800 Mitgliedern „die größte und traditionsreichste interdisziplinäre Künstlerinnenorganisation in Deutschland“ darstellt, ist die GEDOK NiedersachsenHannover heute eine von insgesamt 23 Regionalgruppen des Verbandes. Neben dem Galeriebüro in der Lola-Fischel-Straße 20 – der vormaligen Sohnreystraße 20 – ist der Sitz der Geschäftsstelle die Stresemannallee 27 im hannoverschen Stadtteil Südstadt.

## Geschichte

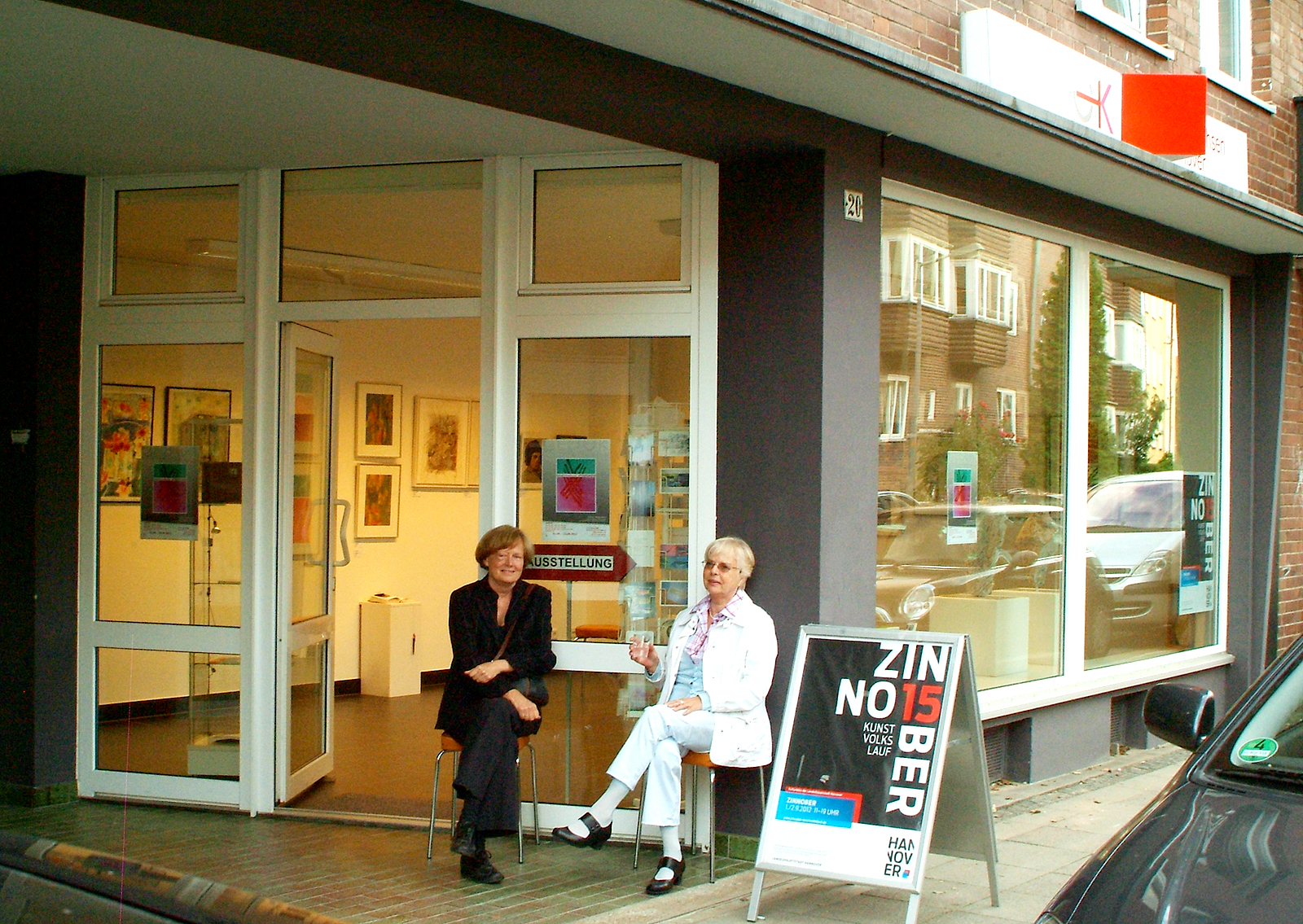
Die Künstlerinnen Karin Hess und Erika Klee vor dem Eingang zum Galeriebüro des GEDOK NiedersachsenHannover e. V. in der Lola-Fischel-Straße während des Zinnober-Kunstvolkslaufs 2012

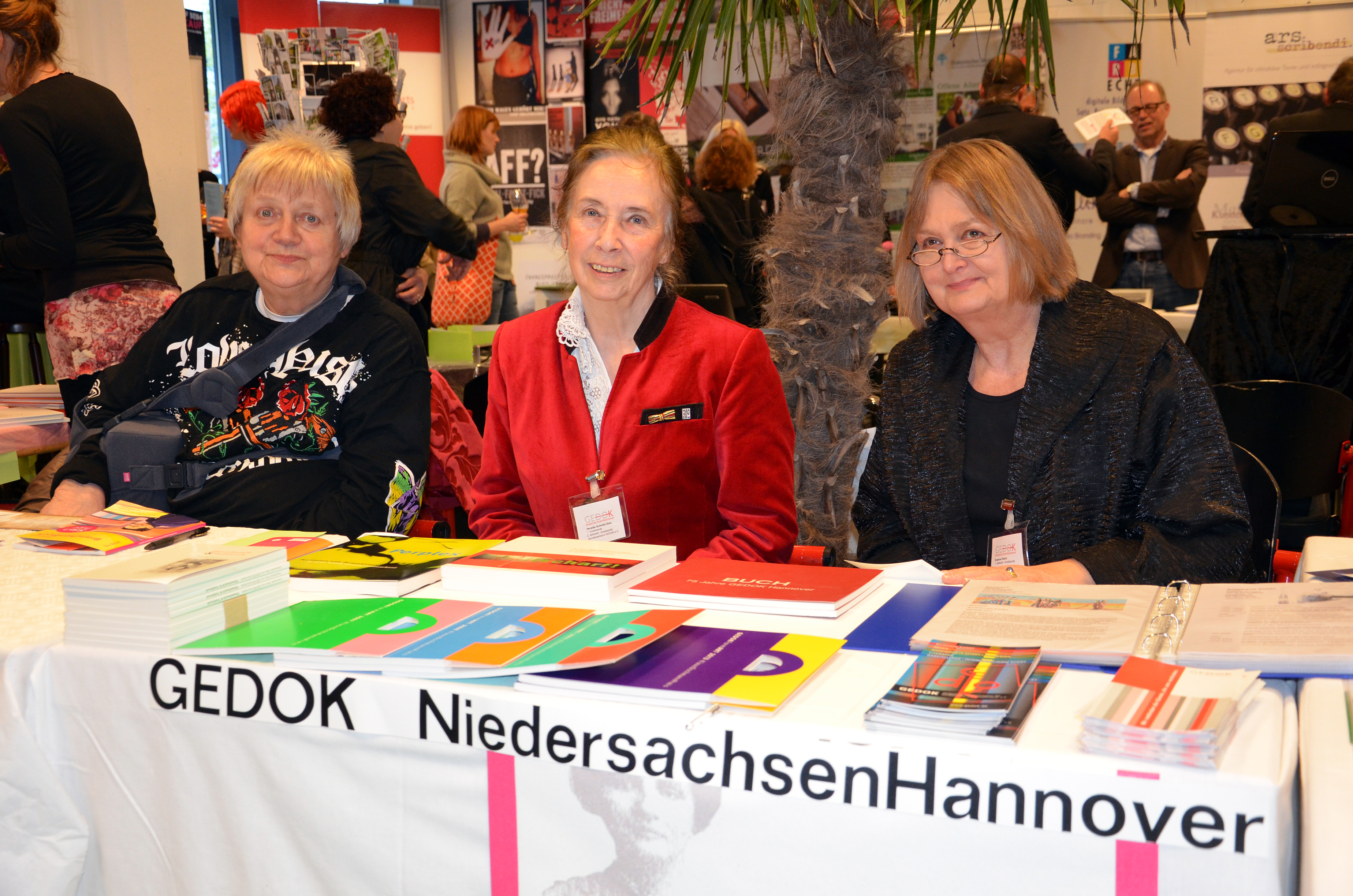
Die seinerzeitige 1. Vorsitzende Heralde Schmitt-Ulms (Mitte) und Susanne Reich (rechts) mit Dietlind Preiss 2014 im Kulturzentrum Pavillon auf einer Veranstaltung des Freundeskreises Hannover

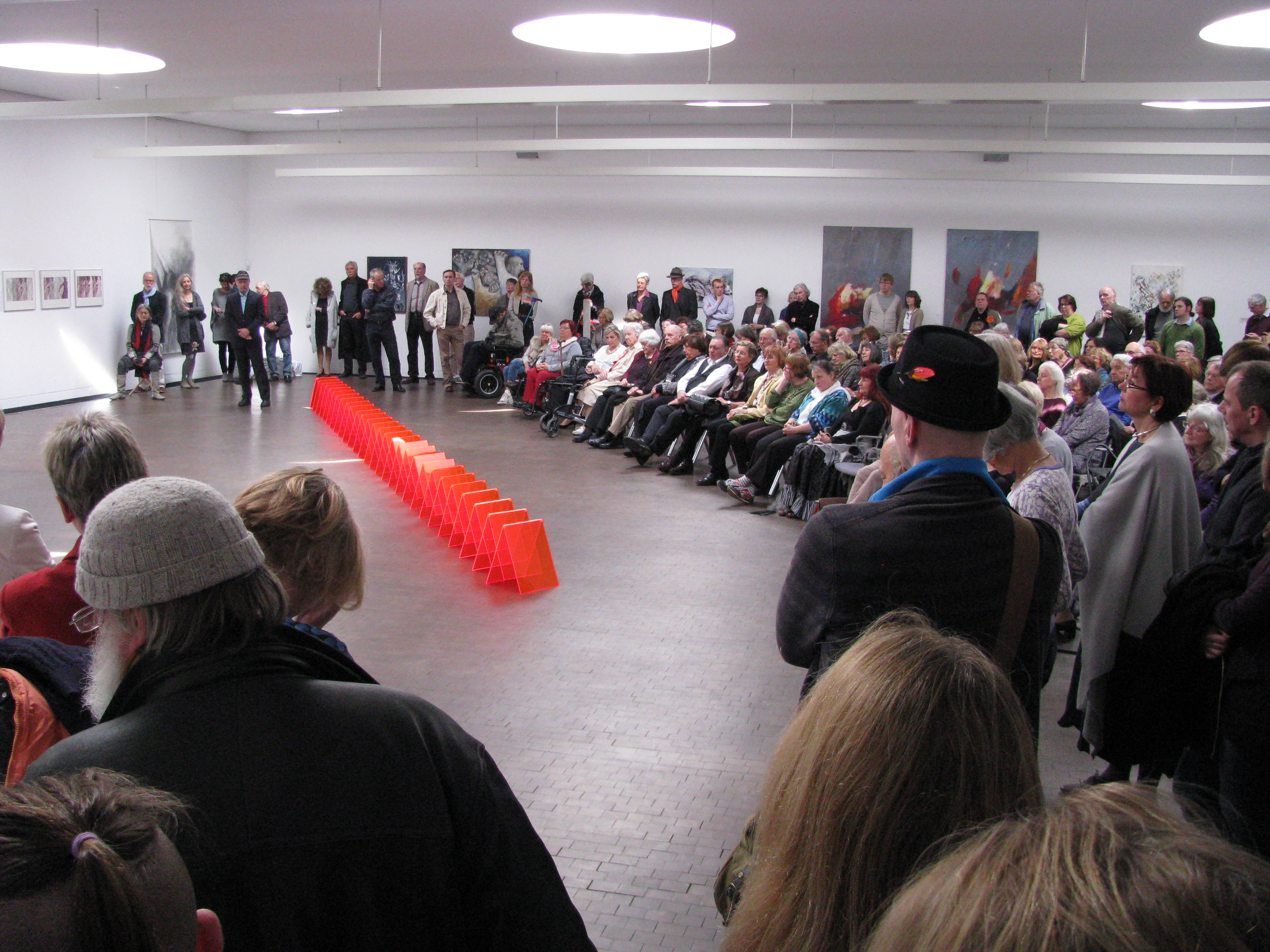
Eröffnung der Ausstellung „Befreiung“ in der Städtischen Galerie KUBUS in Hannover am 12. April 2015 anlässlich des 70. Jahrestages der Befreiung des KZ Bergen-Belsen

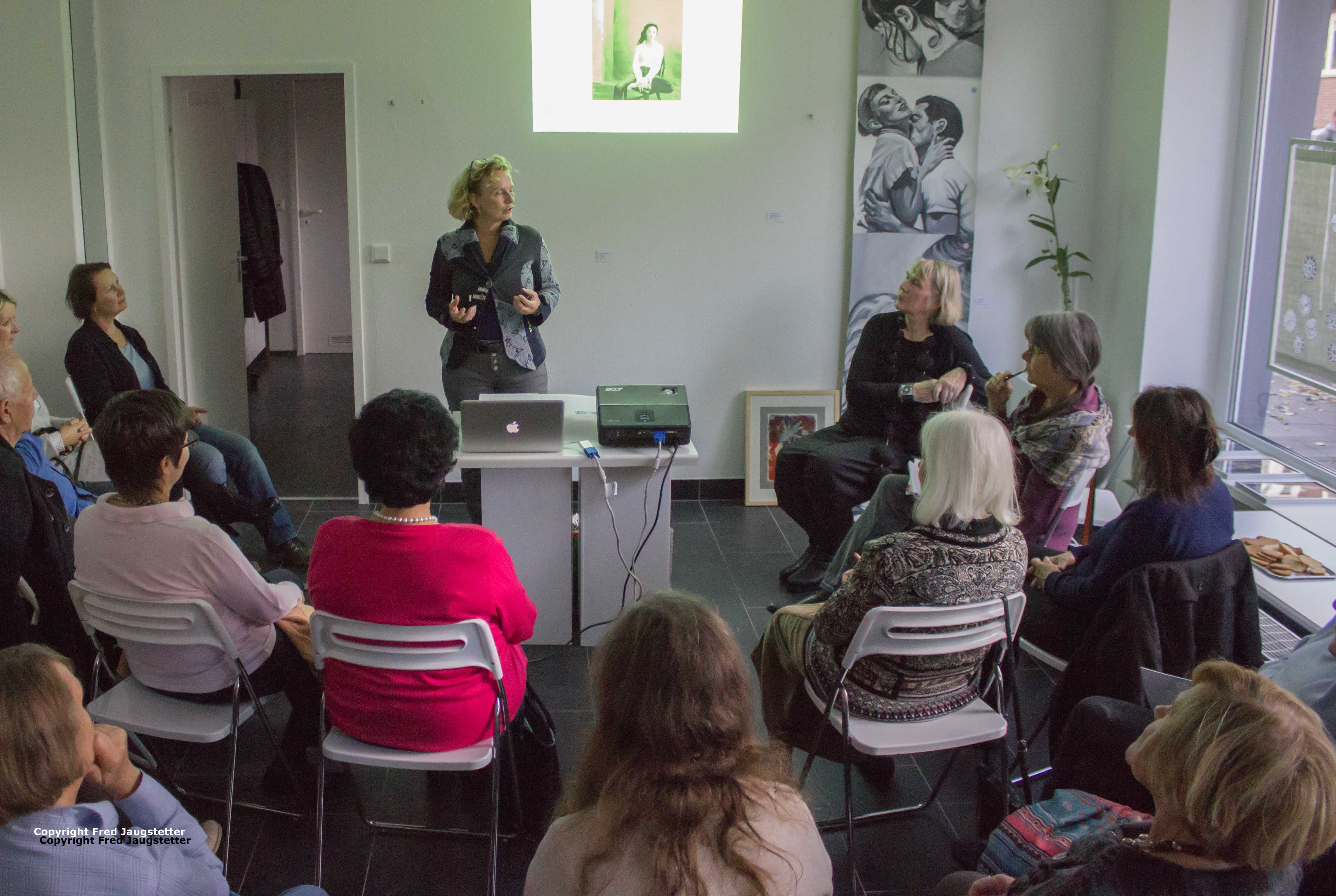
Die Professorin Marion Pusch 2016 beim Vortrag zum Festival der Philosophie

Zur Zeit der Weimarer Republik hatte sich im Herbst 1927 in den Kreisen des Bildungsbürgertums von Hannover eine Ortsgruppe der GEDOK mit anfangs 150 Künstlerinnen gegründet, in deren Beirat beispielsweise Käte Steinitz saß. „Sie hat heftig dafür geworben. dass sich Künstlerinnen organisieren“. So wuchs die GEDOK Hannover rasch auf 340 Mitglieder an.
Eine der ihrerzeit an den Ausstellungen der GEDOK Hannover beteiligten Künstlerinnen war die der Neuen Sachlichkeit verpflichtete Malerin und Illustratorin Grethe Jürgens.
Zur Zeit des Nationalsozialismus wurde auch die hannoversche Künstlerinnenvereinigung der GEDOK gleichgeschaltet, wurde beispielsweise Käte Steinitz 1935 „aufgrund ihrer Eigenschaft als Nichtarierin“ von der Reichsschrifttumskammer ausgeschlossen und emigrierte im Folgejahr 1936 – zugleich das Jahr der Olympischen Sommerspiele in Berlin – mit ihrem Ehemann Ernst Steinitz und ihren Kindern in die USA. So schrumpfte die Mitgliederzahl der hannoverschen GEDOK-Gruppe während der NS-Zeit schließlich auf rund 120 Mitglieder.
Nach dem Ende des Zweiten Weltkrieges wurde die GEDOK Hannover bereits 1946 mit Genehmigung durch die britische Militärregierung als „ehrenamtlicher Verein“ wieder zugelassen.
Zeitweilig unterhielt die GEDOK Hannover die „GEDOK Galerie“ in der Odeonstraße 2 in Hannover.
Während der Weltausstellung Expo 2000 zum Thema „Mensch – Natur – Technik“ in Hannover beteiligte sich die „GEDOK, Gruppe Hannover“ im „Verband der Gemeinschaften der Künstlerinnen- und Künstlerfreunde“ mit dem Projekt Prisma unter der Leitung von Heralde Schmitt-Ulms an der vom Kulturamt der Stadt Hannover organisierten Veranstaltungsreihe KulturKaleidoskop.
Anfang des 21. Jahrhunderts zählte die GEDOK Hannover circa 180 Mitglieder, die sich in den Gruppen Angewandte Kunst sowie Bildende Kunst, Literatur, Musik, Rezitation und Kunstförderung engagierten. Rund ein Jahrzehnt nach der Gründung der GEDOK Niedersachsen im Jahr 2002 schloss sich diese mit der älteren GEDOK Hannover 2012 zur GEDOK NiedersachsenHannover zusammen.
Mit dem Galeriebüro in der Lola-Fischel-Straße 20 stehen rund 200 m² in der Innenstadt der niedersächsischen Landeshauptstadt unter anderem beispielsweise für Ausstellungen zur Verfügung.

## Weitere bekannte Mitglieder (Auswahl)
- ab 1955: Annemarie Kaiser[10]
- seit 1997: Martina Glaubitz (* 1957), deutsche Objekt- und Installationskünstlerin, Malerin und Internetkünstlerin[11]
- seit 2019: Bettina Bradt, Kunsttherapeutin und Künstlerin aus Rinteln mit den Schwerpunkten abstrakte Kunst bzw. Malerei, Collagen und Installationen

## Schriften (Auswahl)
- Margret Kreikenbohm (Red.): 60 Jahre GEDOK Hannover 1927–1987. Bildende Kunst, angewandte Kunst, Literatur, Musik, Kunstfreunde, Festschrift zum Jubiläum und Begleitschrift zur Gedächtnisausstellung Grethe Jürgens im Historischen Museum Hannover sowie zur Ausstellung mit einer Retrospektive der Bildhauerin Ellen-Bernkopf-Catzenstein in der GEDOK-Galerie Hannover, Hannover: GEDOK, 1987
- Annegrit Maria Kirchner, Eva Schröter, Holle Voss (Red.): Rolf-Peter Jaeger (Fotos): statt Hannover, illustrierte Begleitschrift zur Ausstellung der Gruppe Angewandte Kunst vom 15. September bis 4. Oktober 1991 in der GEDOK-Galerie Odeonstraße 2, Hannover: GEDOK Hannover, 1991
- Heralde Schmitt-Ulms (Red.): Licht und Schatten 1927 – 1990, Begleitschrift zur gleichnamigen Wanderausstellung der Gruppe Angewandte Kunst mit Gästen aus anderen GEDOK-Gruppen der Bundesrepublik zum 70-jährigen Jubiläum der GEDOK-Gruppe Hannover vom 14. September bis 12. Oktober 1997 in der GEDOK-Galerie Hannover, vom 16. bis 25. Januar 1998 im Foyer von Schloss Wolfenbüttel, vom 1. bis 31. März 1998 im Rathaus Großburgwedel und vom 19. April bis 3. Mai 1998 im GEDOK-Haus Stuttgart, Hannover: GEDOK Hannover, 1997
- Karola Framberg, Heralde Schmitt-Ulms (Red.): Begegnung. GEDOK '98. Jahresausstellung der Gruppen Angewandte und Bildende Kunst, Begleitschrift zur Wanderausstellung vom 5. September bis 4. Oktober 1998 in Hannover in der GEDOK-Galerei in der Odeonstraße 2 und dem Sondertermin am 12. und 13. September 1998 zum Kunstwochenende „Zinnober“ sowie vom 27. Mai bis 4. Juli 1998 in der Mönchskirche in Salzwedel, Hannover: GEDOK Hannover, 1998
- Heralde Schmitt-Ulms (Red.): Kaleidoskop. Eine Präsentation aller GEDOK-Sparten zum Thema „Mensch - Natur - Technik“ und zum Projekt „Prisma“ im EXPO-Jahr 2000 im Rahmen der Veranstaltungsreihe KulturKaleidoskop des Kulturamtes der Stadt Hannover, Katalog zur Veranstaltung vom 16. August bis 24. September 2000 des Verbands der Gemeinschaften der Künstlerinnen- und Künstlerfreunde e. V., Gruppe Hannover, GEDOK-Galerie, Hannover: GEDOK, Gruppe Hannover, 2000
- Karola Framberg, Heralde Schmitt-Ulms (Red.): Buch. Eine Wanderausstellung zum 75-jährigen Jubiläum der GEDOK Hannover der Gruppen Bildende und Angewandte Kunst mit Gästen aus der GEDOK Lübeck. 1927–2000, Begleitschrift zu den Jubiläumsveranstaltungen in der GEDOK-Galerie in Hannover vom 5. bis 27. Oktober 2002, im GEDOK-Atelierhaus in Lübeck vom 16. November bis 8. Dezember 2002, im Foyer von Schloss Wolfenbüttel vom 13. bis 30. März 2003, Hannover: GEDOK, Verband der Gemeinschaften der Künstlerinnen und Kunstförderer e. V., Gruppe Hannover, 2002
- Heralde Schmitt-Ulms (Red.) et al.: ¡scharf! – 80 Jahre GEDOK – Regional-Nord, veranstaltet von der GEDOK Niedersachsen in Kooperation mit dem Landesverband der Jüdischen Gemeinden von Niedersachsen K.d.ö.R., Begleitschrift mit Kurzbiographien und als kommentierter Katalog mit Illustrationen zur Wanderausstellung vom 14. Juli bis 12. August 2007 im Neues Rathaus Hannover unter dem Titel Künstlerinnen-Dokumentation aus 80 Jahren GEDOK in Niedersachsen und Hannover, Ausstellungsdauer: 15. Juli – 5. August sowie vom 18. Januar – 15. Februar 2008 auf Schloss Wolfenbüttel, Hannover: GEDOK Niedersachsen, 2007, ISBN 978-3-9803581-2-5